# Julia Hamari
Julia Hamari  ([ˈhɒmɒri]; ungarisch Hamari Júlia; * 21. November 1942 in Budapest) ist eine ungarische Lied-, Oratorien- und Opernsängerin (Mezzosopran/Alt) und Gesangspädagogin. Sie ist eine der bedeutendsten Lied- und Oratoriensängerinnen ihrer Generation.

## Leben
Julia Hamari lernte schon in frühen Kinderjahren Klavierspielen. Sie studierte an der Budapester Musikakademie. Ihre Musiklehrer waren Fatime Martins und Jenö Sipos. 1965 gewann sie im Alter von 22 Jahren den Ferenc-Erkel-Gesangswettbewerb in Budapest. Die ausgebildete Diplom-Sängerin und Gesangslehrerin setzte ihr Studium an der Musikhochschule in Stuttgart (heute Hochschule für Musik und Darstellende Kunst Stuttgart) fort.
1966 debütierte Hamari in Wien, u. a. an der Seite von Sängern wie Hermann Prey, Peter Schreier und Theresa Stich-Randall, in der Matthäuspassion von Johann Sebastian Bach und sang noch im gleichen Jahr in Rom in der Alt-Rhapsodie von Johannes Brahms. Hamari sang in vielen großen Konzertsälen unter bekannten Dirigenten wie Herbert von Karajan, Karl Richter, Vittorio Gui, Georg Solti, Karl Böhm, Rafael Kubelík, um nur einige der vielen zu nennen.
Ihr Konzert-/Liedrepertoire umfasst Werke von Ludwig van Beethoven, Gustav Mahler, Claudio Monteverdi, Friedrich Händel, Wolfgang Amadeus Mozart, Giuseppe Verdi, Joseph Haydn etc.
Hamari ist ferner eine bekannte Opernsängerin. Ihr Operndebüt hatte sie 1967 bei den Salzburger Festspielen. Dort sang sie an der Seite von Grace Bumbry, Jon Vickers und Mirella Freni die Partie der Mercedes in der Oper Carmen. Ein Jahr später sang sie die Carmen an der Stuttgarter Oper. Während der Spielzeit 1973/1974 war sie Ensemblemitglied der Deutschen Oper am Rhein in Düsseldorf. Hier sang sie große Rollen ihres Faches. Sie gastierte auf bekannten Opernbühnen im In- und Ausland, unter anderem in Mailand, München, London, Paris, Wien, Madrid, Dallas, New York, San Francisco und Köln. Zu ihrem Opernrepertoire gehörten Cherubino, Dorabella, Despina, Carmen, Octavian, Rosina und Hänsel.
1989 wurde Julia Hamari als Professorin für Gesang an die Musikhochschule Stuttgart berufen. Sie hält Meisterkurse im In- und Ausland. Viele ihrer Schüler sind inzwischen selbst bekannte Sänger wie Regine Hermann, Katja Boost, Dorothee Mields, Peter Schüler, Kathrin Koch, Marion Eckstein, Sarah Dirkens und Patrick Van Goethem.

## Diskografie (Auswahl)
- Matthäus-Passion, Label: Electrola
- Ernani, Label: RCA
- Roméo et Juliette, Label: DGG
- Hänsel und Gretel, Label: Decca
- Júlia Hamari, Label: Hungaroton
- Giulio Cesare, Label: Deutsche Grammophon
- Zigeunerbaron, Label: DGG
- I puritani, Label: EMI

## DVDs (Auswahl)
- Eugen Onegin, Münchner Oper 1972
- Johannes-Passion, Deutsche Grammophon
- Carmen, Deutsche Grammophon